# Rinzen
Rinzen és una obra d'art de l'artista català Antoni Tàpies, que forma part de la col·lecció permanent del MACBA, des que va entrar el 1998 com una donació de Repsol a la Fundació MACBA.
Va ser concebuda per al Pavelló d'Espanya a la XLV Biennal de Venècia de 1993 i guardonada amb el Lleó d'Or de Pintura d'aquest certamen. Sis anys més tard, el 1998, Tàpies instal·lar l'obra de forma definitiva al MACBA.

## Autor
Antoni Tàpies i Puig fou un pintor, escultor i teòric de l'art català. Fou un dels principals exponents a nivell mundial de l'informalisme, i és considerat com un dels artistes catalans més destacats del segle xx. La seva obra gaudeix d'un centre d'estudi i conservació a la Fundació Antoni Tàpies de Barcelona. De formació autodidacta, Tàpies va crear un estil propi dins l'art d'avantguarda del segle xx, en el que es combinen la tradició i la innovació dins d'un estil abstracte però ple de simbolisme, donant una gran rellevància al substrat material de l'obra. Cal destacar el marcat sentit espiritual que inspira la seva obra, on el suport material transcendeix el seu estat per analitzar d'una manera profunda la condició humana. La seva obra ha tingut una gran valoració a nivell internacional, essent exposada als més prestigiosos museus del món.

## Història
La primera versió de l'obra es va presentar al Pavelló d'Espanya de la XLV Biennal de Venècia, on fou guardonada amb el Lleó d'Or, premi compartit amb una obra de l'artista Richard Hamilton. La segona versió, de 1998, es va instal·lar definitivament al Museu d'Art Contemporani de Barcelona.
Quan es va presentar l'obra a Venècia l'any 1993, el país veí era en plena guerra de Bòsnia. La presència d'un llit d'hospital i la inestabilitat i fragilitat d'uns llits, aquests elements de descans, penjant en el buit, remeten a la guerra. Com va dir l'artista a la presentació de l'obra a Venècia: 
| «        | És un al·legat contra la guerra i la violència, els resultats de les quals ens estremeixen a tots: l'horror, la tragèdia i la mort | » |
| — Tàpies | |   |

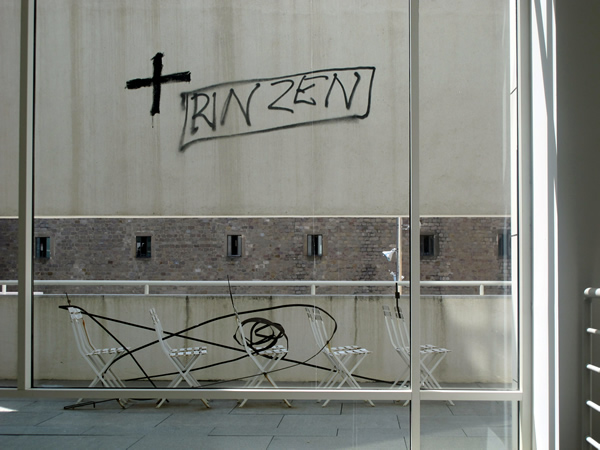
Vista de la terrassa

Però l'obra no tan sols conté un missatge contra la barbàrie de la guerra, “té altres intencions, com convidar a la concentració per arribar a un coneixement més profund de la realitat”.
El 1998 Repsol, va donar la segona versió de l'obra al MACBA. Aquesta segona versió va ser adaptada, sota la supervisió del mateix autor, a les condicions espacials del MACBA. La presentació de la mateixa es va fer el dijous 17 de desembre de 1998, i a l'acte va assistir el president de la companyia petrolera, Alfonso Cortina, el llavors alcalde de Barcelona, Joan Clos i d'altres personalitats com el llavors conseller de Cultura de la Generalitat de Catalunya, Joan M. Pujals, el President de la Fundació Museu d'Art Contemporani, Leopoldo Rodés, el director del museu, Manuel Borja-Villel i el mateix artista.

## Etimologia
Rinzen és expressió japonesa que significa despertar sobtat. Segons el mateix pintor, es tracta d'una idea que ve del budisme, on el pensament de la il·luminació o despertar sobtat és molt habitual.

## Descripció

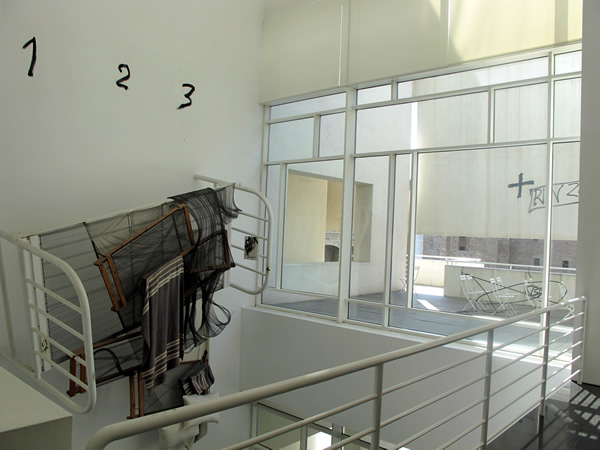
Vista parcial del conjunt

Situada a l'entrada del museu, en una paret destacada, uneix les seves plantes com una obra estructural. Es tracta d'una instal·lació realitzada a partir d'objectes modestos i pobres combinats amb elements pictòrics i escultòrics; un treball complex que s'apropia de l'espai a través d'elements concrets i una disposició molt calculada. Al vestíbul del Museu i a l'altura del primer pis, un gran llit metàl·lic blanc com d'hospital i de mesures desproporcionades és fixat a la paret en posició vertical. Cinc somiers de fusta recuperats, mantes de borra de llana i coixins pengen del llit en un fràgil equilibri. A la paret, hi figuren els números 1, 2 i 3, una referència taoista als principis actiu, passiu i la síntesi, i una triada molt habitual en altres religions i sistemes de pensament. I al vidre de la façana de l'edifici, hi ha pintades creus i el títol de l'obra en caràcters grossos. Un conjunt d'elements que dialoga amb una pintura situada al davant, a la primera planta el Museu.
És un quatríptic matèric i quasi monocrom (de color terrós) amb creus en els seus extrems. Du per títol Dissabte. La resta de l'obra consisteix en un grup de 10 cadires de ferro pintades de blanc col·locades en filera a la terrassa exterior de la façana de l'edifici. Es presenten enllaçades per una estructura de metall negre i amb diferents creus, un dels símbols més utilitzats per l'artista i que concentra bona part del seu missatge espiritual. Completa l'obra una cadira solitària situada al davant d'un dibuix que suggereix unes ulleres, símbol de la visió i la contemplació.

## Anàlisi
Rinzen reuneix alguns dels trets més centrals de la gramàtica artística d'Antoni Tàpies: el compromís moral, la voluntat de no allunyar-se de la realitat immediata, l'element d'espiritualitat laica i contemporània, la humilitat dels materials, la gran eficàcia artística de gestos plàstics mínims i l'informalisme com a llenguatge artístic. Segons va explicar el mateix artista arran de la instal·lació de Rinzen al MACBA, l'obra pretén: “activar un mecanisme que provoqui el desig de contemplació profunda”. La paraula japonesa rinzen es pot traduir com «despertar sobtat», un terme associat al budisme i a la idea oriental de la il·luminació a través del pensament.

## Premis i reconeixements
- 1993- Biennal de Venècia- Lleó d'Or (1a versió de l'obra)